# Bedmarlinie

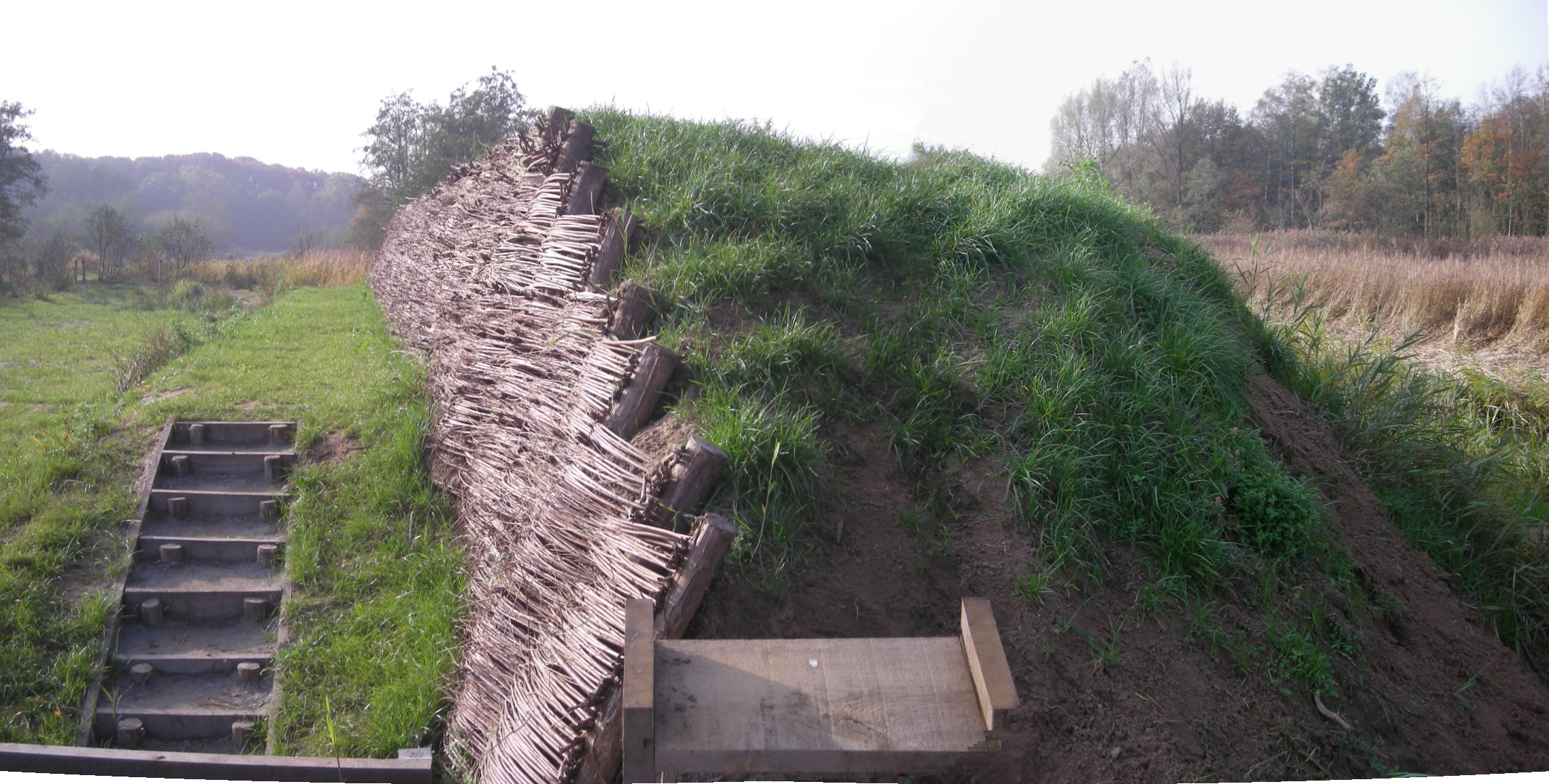
Reconstructie van wal beschermd met een gevlochten palissade en walgracht in het natuurreservaat De Stropers (gerealiseerd door de Vlaamse Landmaatschappij in 2009).

De Bedmarlinie ook bekend als De Linie, is een verdedigingslinie die werd gebouwd in 1701-1702 tijdens de Spaanse Successieoorlog (1701-1714) in opdracht van de Markies van Bedmar, opperbevelhebber van de Spaanse troepen in de Nederlanden. De linie maakt deel uit van de Staats-Spaanse Linies.
Het traject van de Bedmarlinie in het Waasland liep vanaf de Moervaart, via de Zuidlede naar de Stekense Vaart tot aan het Fort Sint-Jan (‘De Wal’). Vervolgens ging de linie door De Stropers, een restant van het Koningsforeest, via de Klingendijk richting het Fort Bedmar aan de huidige Nederlands-Belgische grens.
De restanten van de linie in Kemzeke, een wal getand met driehoekige uitsteeksels of redans, zijn vrij goed bewaard.